# Rainer Artenfels
Rainer Artenfels, oft auch als Rainer von Artenfels genannt, (* 19. Juli 1939 in Graz; † 1. Mai 1991) war ein österreichischer Schauspieler und Theaterregisseur.

## Leben
Rainer Artenfels hatte nach dem Schauspielunterricht Anfang der 1960er Jahre Engagements an Theatern in München, Frankfurt am Main, Düsseldorf, Klagenfurt am Wörthersee und Wien. Der Burgtheaterschauspieler konnte gelegentlich auch als Regisseur arbeiten.
Ab Mitte der 1960er Jahre wirkte der schmale, dunkelhaarige Schauspieler auch regelmäßig in Fernsehspielen mit. Auftritte in Kinofilmen blieben hingegen die Ausnahmen. Nach einer der Hauptrollen in der Simmel-Verfilmung Alle Menschen werden Brüder – er spielte darin einen der beiden Brüder, den Schriftsteller Richard Mark – erhielt Artenfels in den kommenden zehn Jahren einige Angebote, vor allem von Hans-Jürgen Syberberg. In dessen Karl-May-Biografie von 1974 verkörperte er Adolf Hitler, zwei Jahre darauf holte Syberberg ihn für fünf Rollen auch für seinen Hitler-Film Hitler, ein Film aus Deutschland.
In späteren Jahren sah man Artenfels in einer Reihe von TV-Produktionen, oftmals nach literarischen Vorlagen. So war er beispielsweise der Lehrer in Die Alpensaga, Senno in dem ZDF-Historienvierteiler Wallenstein und spielte Adolf Loos in Der Narr von Wien. Weiters hat er als Hörspielsprecher und schriftstellerisch gearbeitet.
Artenfels verbrachte lange Zeit bei seinem Lehrer und Freund Bhagwan Shree Rajneesh. Nachdem bei ihm die Immunschwächekrankheit AIDS ausgebrochen war, lebte er in einem selbstgebauten Blockhaus und starb am 1. Mai 1991.

## Filmografie (Fernsehen)
| - 1965: Leinen aus Irland - 1966: Der Fall Bohr - 1967: Zärtliche Haie (Tendres requins) - 1967: Kommissar Brahm (eine Folge der Krimiserie) - 1967: Tagebücher - 1968: Weekend - 1969: Kaspar - 1969: Was kam denn da ins Haus? - 1970: Mit sich allein - 1970: Der Kurier der Kaiserin (eine Folge der Abenteuerserie) - 1970: Blaue Blüten - 1971: Magic Afternoon - 1971: Change - 1971: Der Wald - 1972: Die Abenteuer des braven Soldaten Schwejk (drei Folgen der Serie) - 1972: Nasrin oder Die Kunst zu träumen - 1972: Defraudanten | - 1972: Die merkwürdige Lebensgeschichte des Friedrich Freiherrn von der Trenck (eine Folge der Serie) - 1973: Alle Menschen werden Brüder (Kinofilm) - 1973: Okay S.I.R. (eine Folge der Serie) - 1974: Karl May - 1975: Maghrebinische Geschichten - 1976: Drei Wege zum See - 1976: Bomber & Paganini (Kinofilm) - 1976/77: Die Alpensaga (zwei Teile) - 1977: Hitler, ein Film aus Deutschland (Kinofilm) - 1977: Graf Yoster gibt sich die Ehre (zwei Folgen der Serie) - 1977: Diener und andere Herren - 1978: Grüne Witwen sind sie alle - 1978: Wallenstein (Historienvierteiler) - 1979: Das Licht der Gerechten (Mehrteiler) - 1980: Schönes Weekend, Mr. Bennett - 1982: Der Narr von Wien - 1989: Die Erpressung - 1990: Fleischwolf (Kinofilm) |